# Ванесса Белл
Ване́сса Белл (англ. Vanessa Bell, до шлюбу Стівен; 30 травня 1879, Лондон — 7 квітня 1961, ферма Чарльстон, Сассекс) — британська художниця, фотографка і дизайнерка. Входила до елітарної групи Блумсбері.

## Життєпис
Дочка сера Леслі Стівена — відомого історика, теолога, літератора та альпініста. Старша сестра англійської письменниці Вірджинії Вулф. Після смерті батьків сестри жили в лондонському кварталі Блумсбері. Вивчала живопис під керівництвом сера Артура Коупа, а після його смерті — у Школі мистецтв при Королівській академії мистецтв.
У 1907 взяла шлюб з художнім критиком Клайвом Беллом. У цьому шлюбі народила двох синів, що стали відомими художниками — Квентін і Джуліан Белли. Втім, ще до початку Першої світової війни Ванесса Стівен пішла від чоловіка і жила спільно з гомосексуальним художником Дунканом Грантом та його тодішнім другом Девідом Гарнеттом. Водночас вона намагалася підтримувати дружні стосунки з колишнім чоловіком.
У 1918 народила від Дункана Гранта доньку Ангеліку, яка згодом одружилася з Девідом Гарнеттом. Ванесса та Грант оселилися на фермі Чарльстон у графстві Суссекс (Південна Англія) та творчо тісно співпрацювали. Їхні інтереси поширювалися не лише на живопис, а й декоративне мистецтво. Обидва працювали у заснованій художником Роджером Фраєм дизайн-фірмі Omega Workshops. У той же час, незважаючи на спільне проживання та творчість, узами вірності вони одне одного не пов'язували.